# Listă de pictori englezi
Aceasta este o listă de pictori englezi.

## A
- Sophie Gengembre Anderson
- Marion Arnold

## B
- Mary Beale
- Peter Blake
- William Blake
- Richard Parkes Bonington
- Ford Madox Brown

## C
- Cornelis Janssens van Ceulen
- Mason Chamberlin
- John Constable
- Richard Cosway
- Francis Cotes
- John Sell Cotman

## D
- Sir Nathaniel Dance-Holland
- George Dawe

## E
- Alfred East
- Sir Charles Lock Eastlake
- Augustus Leopold Egg

## F
- Luke Fildes
- Lucian Freud

## G
- Thomas Gainsborough
- James Green

## H
- Dudley Hardy
- Nicholas Hilliard
- Damien Hirst
- David Hockney
- William Hogarth

## K
- George Knapton
- Sir Godfrey Kneller

## L
- Sir Edwin Landseer
- Sir Frederic Leighton
- Richard Long

## M
- Sir John Everett Millais
- Henry Moon

## N
- Paul Nash

## O
- John Opie

## P
- Roland Penrose

## R
- Sir Joshua Reynolds
- George Romney
- Dante Gabriel Rossetti

## S
- Philip Wilson Steer
- Samuel John Stump

## T
- Francis Towne
- J.M.W. Turner
- Flora Twort

## W
- John William Waterhouse
- Benjamin Wilson